# La escritura sobre la pared

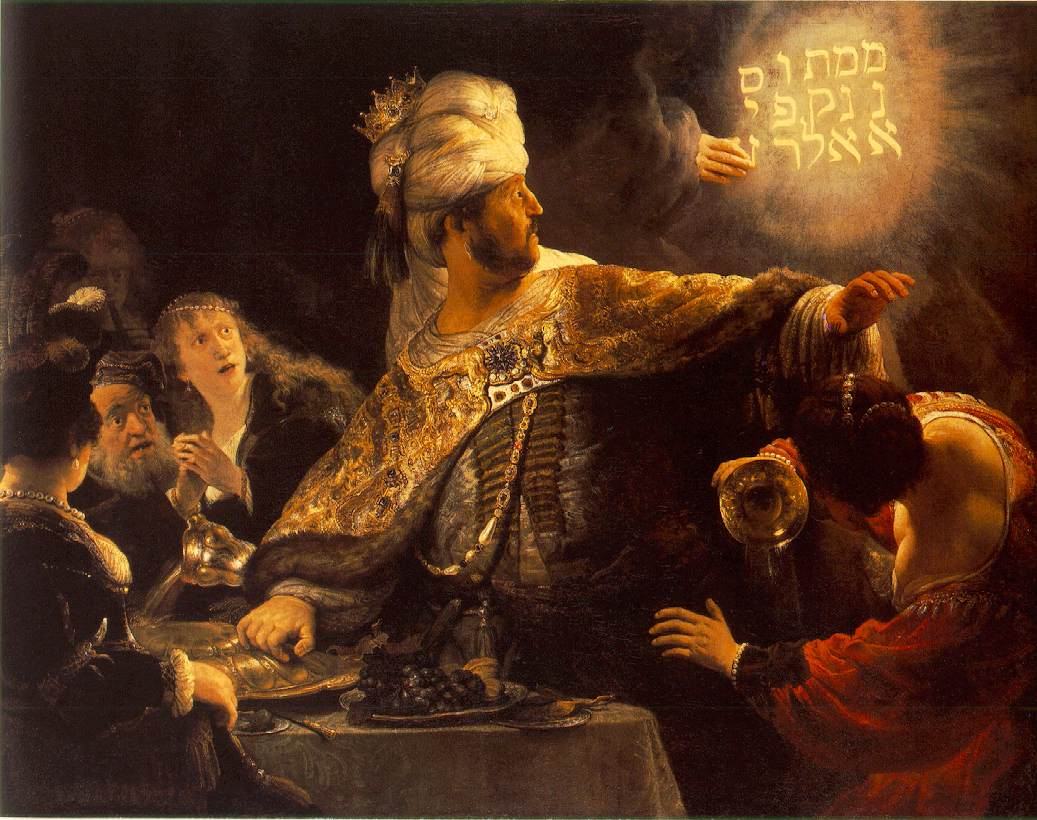
El festín de Baltasar, de Rembrandt (1635).

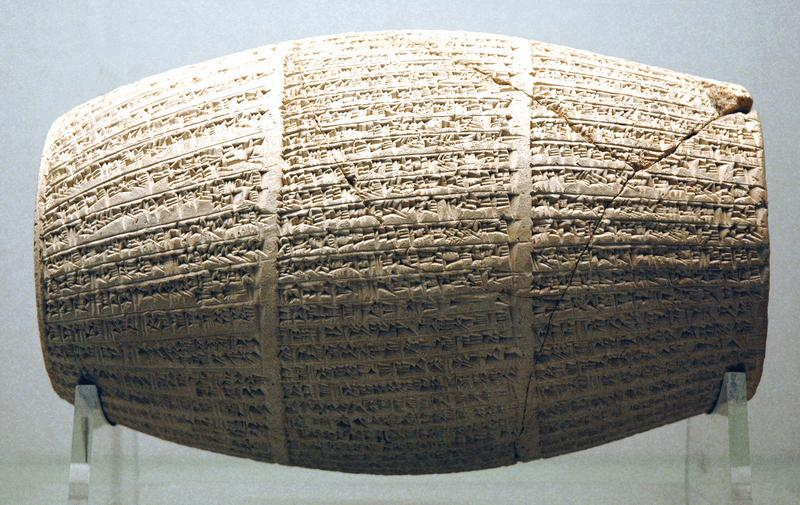
El cilindro de Nabónido corrobora la existencia del Baltasar del relato bíblico.

Escritura en la pared es una expresión con la que se advierte sobre una desgracia inminente, por alusión al pasaje bíblico del libro de Daniel en el que se relata la caída de Babilonia. La expresión está muy extendida en otros ámbitos lingüísticos. 

## Relato bíblico
En el libro de Daniel (Daniel) se dice que el príncipe Baltasar de Babilonia hizo un banquete en el cual usó, profanándolos así, los vasos sagrados de oro y plata del Templo de Salomón de Jerusalén, que habían sido llevados como botín por su predecesor, Nabucodonosor II. Repentinamente, apareció un dedo (mano de Dios) que escribió en una pared del palacio las palabras מנא ,מנא, תקל, ופרסין (Mene, mene, tequel, ufarsin, en otras versiones Mene, mene, tequel, parsin). Aunque no se traducen en el relato en idioma arameo, significan unidades monetarias (MENE, "contó Dios tu reino y le ha puesto fin"; TEQUEL, "pesado has sido en balanza y fuiste hallado con falta"; PARSIN, "dividido será tu reino y dado a los medos y a los persas").
Ninguno de los adivinos reales supo interpretarlas, entre otras razones, tal vez porque fueron escritas verticalmente (de derecha a izquierda y ocupando la última palabra dos columnas) o por la ausencia de vocales en el antiguo hebreo, lo que ocasiona ambigüedad. El rey mandó llamar a Daniel, antiguo sirviente de Nabucodonosor, y le ofreció recompensarlo si lograba descifrar las palabras. El profeta rechazó el premio, pero igualmente le dijo el significado de lo escrito: 
- MENE: "Ha contado Dios tu reino y le ha puesto fin".
- TEQUEL: "Has sido pesado en la balanza y hallado falto de peso".
- UFARSIN: "Ha sido roto tu reino y dado a los medos y persas".[3]

Según el relato bíblico, Babilonia fue invadida, a Baltasar lo mataron esa misma noche y Darío el Medo se apoderó del reino.

## Uso posterior

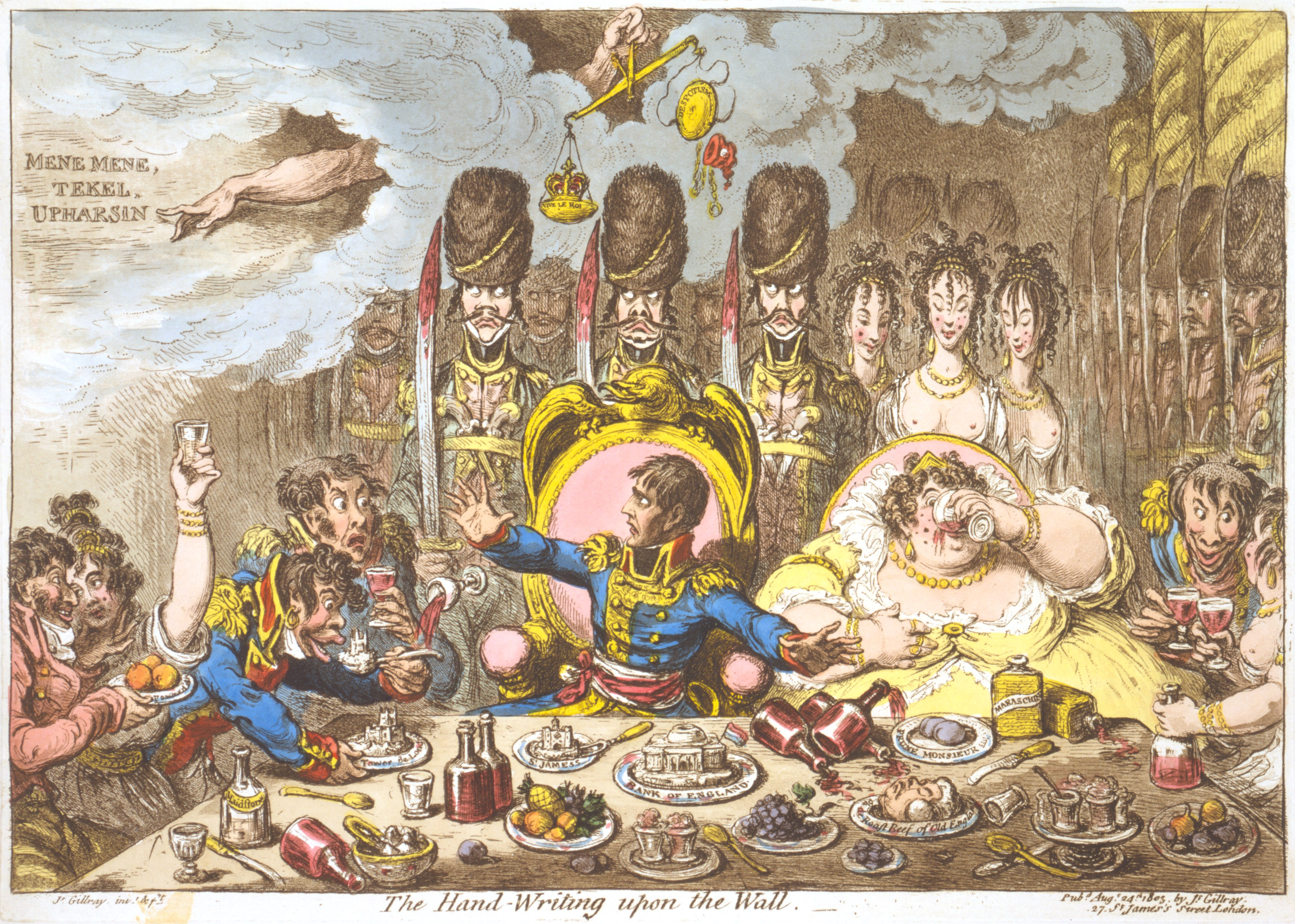
En el cuadro La mano escribe en la pared (1803), James Gillray caricaturizó a Napoleón a la manera de Baltasar.

La frase tiene un significado premonitorio para quien está amenazado por una catástrofe inminente. A modo de ejemplo, fue utilizada por Winston Churchill en su historia de la Primera Guerra Mundial (La crisis mundial), para hacer referencia a la vulnerabilidad de Gran Bretaña ante la guerra submarina sin restricciones emprendida por el Imperio alemán:

Hubo un momento en que las curvas de hundimientos y de entradas en servicio que revelan nuestros gráficos parecieron un «Mane, tecel, fares» escrito en la pared.
Winston Churchill, La crisis mundial

El escritor Alejandro Dumas lo utiliza en su novela El conde de Montecristo para representar la estadía en prisión del protagonista.